# جورج هنري لويس
كان جورج هنري لويس (18 أبريل 1817 – 30 نوفمبر 1878) فيلسوفًا إنجليزيًا وناقدًا للأدب والمسرح. وكان أيضًا عالمًا هاويًا في وظائف الأعضاء. وصفت النسوية الأمريكية مارغريت فولر لويس بأنه «نموذج للرجل الفرنسي الذكي والوقح». أصبح لويس جزءًا من ثورة الأفكار التي شهدها العصر الفيكتوري الأوسط والتي شجعت النقاشات حول الداروينية والوضعية والتشكيك الديني. إلا أنه اشتهر بصورة رئيسية اليوم لكونه عاش بصورة علنية مع ماري آن إيفانز، التي كانت تؤلف بالاسم المستعار جورج إليوت، كتوأم روح أثرت علاقتهما على حياتهما وكتاباتهما، ولو أنهما لم يتزوجا قط.

## الحياة الشخصية

### النشأة
كان لويس، الذي ولد في لندن، الابن غير الشرعي للشاعر المغمور جون لي ليويس وإليزابيث أشويك، وحفيد الممثل الكوميدي تشارلز لي لويس. تزوجت والدته قبطانًا حين كان يبلغ من العمر 6 سنوات. تسببت التنقلات المتكررة من منزل إلى آخر بأن ينال لويس تعليمه في لندن وجيرسي وبريتاني وأخيرًا في مدرسة الدكتور تشارلز بورني في غرينيتش. وبعد تخليه عن مهنتين في الطب والتجارة على التوالي، فكر لويس بجدية في أن يصبح ممثلًا وظهر عدة مرات على المسرح بين عامي 1841 و1850. في النهاية كرس لويس نفسه للأدب والعلم والفلسفة.
ومنذ بدايات العام 1836 انضم لويس إلى ناد تأسس لدراسة الفلسفة، وكان قد وضع مخططًا أوليًا لربط المعالجة الفيزيولوجية بالفلسفة في المدرسة الإسكتلندية. بعد عامين ذهب لويس إلى ألمانيا، وربما كان ذلك بهدف دراسة الفلسفة.
شرع لويس بدراسة التغذية وعلم وظائف الأعضاء، وبحث في مسألة إذا ما كان السكر يتسبب بضرر للأسنان. وأجرى تجارب على المنعكسات والنظام العصبي للحيوانات الحية، وبشكل خاص الضفادع، مستخدمًا الإيثر والكلوروفورم نظرًا للألم الذي تسببه.
أقام لويس صداقة مع جيمس هنت وعن طريقه دخل تجمع لندن الأدبي والتقى بجون ستيوارت ميل وتوماس كارليل وتشارلز ديكنز.

## الزواج بأغنيز جيرفيس
في 18 من شهر فبراير من عام 1841، تزوج لويس أغنيز جيرفيس التي كانت تبلغ من العمر 19 عامًا، وابنة سوينفين ستيفنز جيرفيس، الذي سمح بزواجهما بإذن خطي وكان من بين من حضروه. ثمة فرضيات عديدة عن لقاء الزوجين، مثل أن لويس عمل لدى سوينفين جيرفيس كسكرتير أو كأستاذ خصوصي لأولاده. ومن المحتمل أنهما التقيا عن طريق دائرة أصدقاء ثورنتون هنت. وعلى الرغم من صغر سنها، كانت أغنيز تعتبر أنثى ذكية و«ساحرة» و«ودودة». تولت أغنيز مناصب كمترجمة بهدف زيادة دخل الأسرة.
عاش الثنائي في كنزيغتون في بيت والدة لويس وبيوت أخرى. اتفق لويس وأغنيز على أن يكون زواجهما زواجًا مفتوحًا. بين عامي 1842 و1848، أنجب لويس وزوجته أربعة أولاد، تشارلز لي وثورنتون أرنوت وهيربرت آرثر والقديس فنسنت آرثي. أنجبت أغنيز أيضًا 4 أولاد من صديق لويس الأقرب (ثورنتون هنت)، ابن جيمس هنت. ونظرًا إلى تسمية لويس على شهادة الولادة بأنه والد أحد هؤلاء الأولاد بالرغم من معرفة انعدام صحة ذلك، اعتبر لويس شريكًا في خيانة زوجية ولم يتمكن من الطلاق من أغنيز. ترك لويس زوجته في عام 1854 للعيش مع ماري آن إيفانز.
لم يعمر من أبنائه بعد وفاته سوى ولد واحد، تشارلز (1843 - 1891). انتخب لويس لمجلس مقاطعة لندن (عام 1888) عن سانت بانكراس. وكان متهمًا بشدة أيضًا بتوسيع براح هامشتات. تزوج تشارلز جيرترود هيل، حفيدة توماس ساوثوود سميث وشقيقة المصلحين الاجتماعيين ميراندا هيل وأوكتافيا هيل، وكانت الأخيرة قد شاركت في تأسيس مؤسسة التراث القومي.

## العلاقة بماري آن إيفانز
التقى لويس بالكاتبة ماري آن إيفانز، والتي ستشتهر لاحقًا باسم جورج إيليوت، في عام 1851، وبحلول العام 1854 كانا قد قررا العيش سوية. ونتيجة لذلك، عاش الثنائي مع فضيحة لفترة من الوقت ورفضتهما عائلة إيفانز. عاش الثنائي سوية كزوج وزوجة، على الرغم من أنهما لم يتزوجا إطلاقًا، لمدة 25 عامًا. توفي لويس في عام 1878. وفي غضون سنتين تقريبًا، تزوجت ماري جون كروس وبعد 7 أشهر من زواجهما توفيت بصورة مفاجئة في شهر ديسمبر من عام 1880. دفنت ماري إلى جانب لويس في مقبرة هايغيت.